# محمد رضا رحيمي
محمد رضا رحيمي (بالفارسية: محمدرضا رحيمی) هو رائد أعمال وشخصية أعمال وسياسي إيراني، شغل سابقًا منصب النائب الأول لرئيس الجمهورية الإيرانية. ولد في 11 يناير 1949 في سريش أباد في إيران. حزبيًا، نشط في جمعية مؤثري الثورة الإسلامية. وقد انتخب عضو مجلس الشورى الإسلامي.